# Eliézio
Eliézio Santos Santana, dit  Eliézio, est un footballeur brésilien né le 31 mars 1987 à Salvador. Il évolue au poste de défenseur central.

## Biographie
Eliézio joue huit matchs en 1re division brésilienne sous les couleurs de Cruzeiro et deux matchs en 1re division portugaise avec l'União Leiria.
Il remporte le Championnat des moins de 20 ans de la CONMEBOL en 2007 avec l'équipe du Brésil.

## Carrière
- 2005 : Urawa Red Diamonds  Japon
- 2006-2009 : Cruzeiro EC  Brésil
- → 2007 : União Leiria (prêt)  Portugal
- → 2008 : Itumbiara EC (prêt)  Brésil
- → 2009 : EC Democrata (prêt)  Brésil
- 2010 : América FC  Brésil
- 2011 : EC São José  Brésil
- 2011-2012 : Portimonense SC  Portugal[1],[2]